# Ponti sul Mincio
Ponti sul Mincio é uma comuna italiana da região da Lombardia, província de Mântua, com cerca de 1.911 habitantes. Estende-se por uma área de 11 km², tendo uma densidade populacional de 174 hab/km². Faz fronteira com Monzambano, Peschiera del Garda (VR), Pozzolengo (BS), Valeggio sul Mincio (VR).

## Demografia
| Variação demográfica do município entre 1861 e 2011                               |
|                                                                                   |
| Fonte: Istituto Nazionale di Statistica (ISTAT) - Elaboração gráfica da Wikipedia |